# Federico Gonzaga (da Gazzuolo)
Federico Gonzaga (9 settembre 1528 – Gazzuolo, 12 febbraio 1570) è stato un nobile italiano.

## Biografia
Fu il figlio ultimogenito di Pirro e di Camilla Bentivoglio, alla morte del padre nel 1529 venne affidato alla tutela del cugino Luigi Rodomonte, alla nonna Antonia del Balzo e a Federico II, marchese di Mantova.
Luigi Rodomonte provvide a restituire le terre di Gazzuolo, San Martino dall'Argine, Dosolo, Commessaggio e Pomponesco a Federico e al fratello maggiore Carlo.

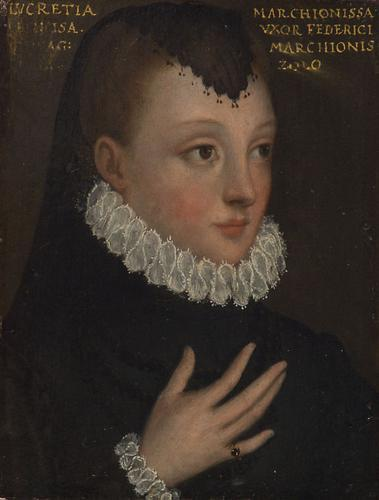
consorte Lucrezia d'Incisa della Rocchetta di Tanaro

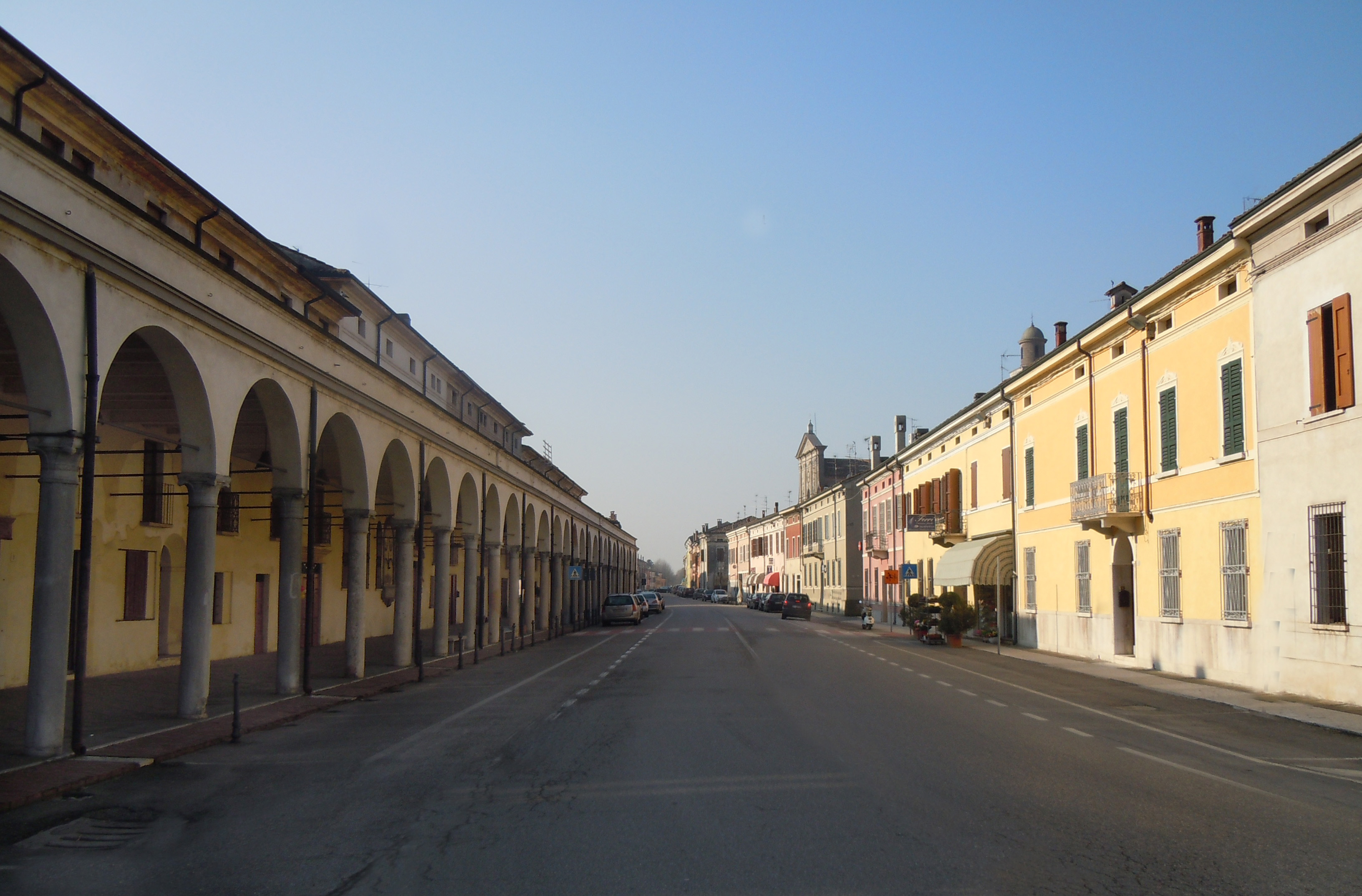
Gazzuolo con i portici gonzagheschi

Nel 1559 ottenne dall'imperatore la conferma dei suoi possessi di Gazzuolo e il titolo di principe del Sacro Romano Impero. Nel 1565 venne nominato marchese di Gazzuolo.
Alla sua morte, nel 1570, nominò suo erede il duca di Mantova Guglielmo Gonzaga, che nel 1582 riportò così le terre di Gazzuolo e Dosolo sotto il dominio dei Gonzaga di Mantova.

## Discendenza
Federico sposò nel 1550  Lucrezia d'Incisa della Rocchetta di Tanaro ed ebbero due figli, entrambi morti in giovane età:
- Camilla
- Carlo (dicembre 1561-5 luglio 1569[4]).

## Ascendenza
|                         |                         |                        | Genitori                       |  |  | Nonni |  |  | Bisnonni            |  |  | Trisnonni             |  |
|                         |                         |                        |                                |  |  |       |  |  | Ludovico II Gonzaga |  |  | Gianfrancesco Gonzaga |  |
|                         |                         |                        |                                |  |  |       |  |  | Ludovico II Gonzaga |  |  | Gianfrancesco Gonzaga |  |
|                         |                         | Paola Malatesta        |                                |  |  |       |  |  | Ludovico II Gonzaga |  |  |                       |  |
| Gianfrancesco Gonzaga   |                         |                        |                                |  |  |       |  |  | Ludovico II Gonzaga |  |  |                       |  |
|                         |                         | Barbara di Brandeburgo | Giovanni l'Alchimista          |  |  |       |  |  |                     |  |  |                       |  |
|                         |                         | Barbara di Brandeburgo | Giovanni l'Alchimista          |  |  |       |  |  |                     |  |  |                       |  |
|                         |                         | Barbara di Brandeburgo | Barbara di Sassonia-Wittenberg |  |  |       |  |  |                     |  |  |                       |  |
| Pirro Gonzaga           |                         | Barbara di Brandeburgo |                                |  |  |       |  |  |                     |  |  |                       |  |
|                         |                         | Pirro del Balzo        | Francesco II del Balzo         |  |  |       |  |  |                     |  |  |                       |  |
|                         |                         | Pirro del Balzo        | Francesco II del Balzo         |  |  |       |  |  |                     |  |  |                       |  |
|                         |                         | Pirro del Balzo        | Sancia di Chiaromonte          |  |  |       |  |  |                     |  |  |                       |  |
| Antonia del Balzo       |                         | Pirro del Balzo        |                                |  |  |       |  |  |                     |  |  |                       |  |
|                         |                         | Maria Donata Orsini    | Gabriele Orsini del Balzo      |  |  |       |  |  |                     |  |  |                       |  |
|                         |                         | Maria Donata Orsini    | Gabriele Orsini del Balzo      |  |  |       |  |  |                     |  |  |                       |  |
|                         |                         | Maria Donata Orsini    | Giovannetta Caracciolo         |  |  |       |  |  |                     |  |  |                       |  |
| Federico Gonzaga        |                         | Maria Donata Orsini    |                                |  |  |       |  |  |                     |  |  |                       |  |
|                         | Giovanni II Bentivoglio | Annibale I Bentivoglio |                                |  |  |       |  |  |                     |  |  |                       |  |
|                         | Giovanni II Bentivoglio | Annibale I Bentivoglio |                                |  |  |       |  |  |                     |  |  |                       |  |
|                         | Giovanni II Bentivoglio | Donnina Visconti       |                                |  |  |       |  |  |                     |  |  |                       |  |
| Annibale II Bentivoglio | Giovanni II Bentivoglio |                        |                                |  |  |       |  |  |                     |  |  |                       |  |
|                         |                         | Ginevra Sforza         | Alessandro Sforza              |  |  |       |  |  |                     |  |  |                       |  |
|                         |                         | Ginevra Sforza         | Alessandro Sforza              |  |  |       |  |  |                     |  |  |                       |  |
|                         |                         | Ginevra Sforza         | ...                            |  |  |       |  |  |                     |  |  |                       |  |
| Camilla Bentivoglio     |                         | Ginevra Sforza         |                                |  |  |       |  |  |                     |  |  |                       |  |
|                         |                         | Ercole I d'Este        | Niccolò III d'Este             |  |  |       |  |  |                     |  |  |                       |  |
|                         |                         | Ercole I d'Este        | Niccolò III d'Este             |  |  |       |  |  |                     |  |  |                       |  |
|                         |                         | Ercole I d'Este        | Ricciarda di Saluzzo           |  |  |       |  |  |                     |  |  |                       |  |
| Lucrezia d'Este         |                         | Ercole I d'Este        |                                |  |  |       |  |  |                     |  |  |                       |  |
|                         |                         | Ludovica Condolmieri   | ...                            |  |  |       |  |  |                     |  |  |                       |  |
|                         |                         | Ludovica Condolmieri   | ...                            |  |  |       |  |  |                     |  |  |                       |  |
|                         |                         | Ludovica Condolmieri   | ...                            |  |  |       |  |  |                     |  |  |                       |  |
|                         |                         | Ludovica Condolmieri   |                                |  |  |       |  |  |                     |  |  |                       |  |